# Понте ди Савињоне (Ђенова)
Понте ди Савињоне је насеље у Италији у округу Ђенова, региону Лигурија.
Према процени из 2011. у насељу је живело 417 становника. Насеље се налази на надморској висини од 377 м.